# Жилибулак (Каратальський район)
Жилибула́к (каз. Жылыбұлақ) — село у складі Каратальського району Жетисуської області Казахстану. Входить до складу Бастобинський сільського округу.
До 2005 року село називалося Новий Мир.
Населення — 595 осіб (2021; 818 у 2009, 799 у 1999, 1153 у 1989).